# Barkouf

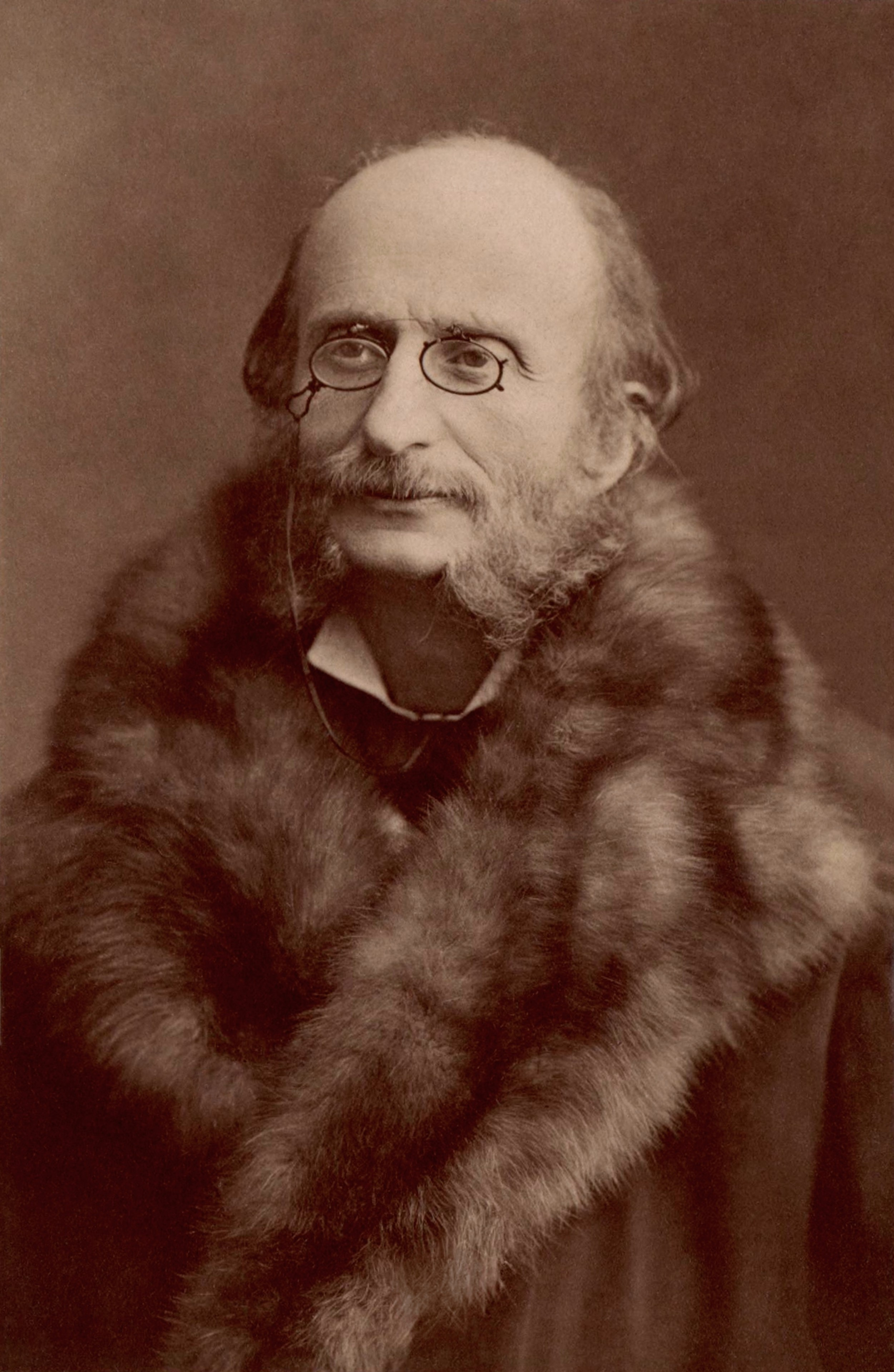
Jacques Offenbach

Barkouf är en opéra bouffe i tre akter med musik av Jacques Offenbach och libretto av Eugène Scribe och Henry Boisseaux, efter Abbé Blanchet, den fjärde av hans Contes Orientaux med titeln Barkouf et Mani. Titelrollen är en hund. Det var det första verket av Offenbach som hade premiär på Opéra-Comique i Paris den 24 december 1860, men sedan uppfördes den inte förrän 2018.

## Historia
Efter succén med enaktare och längre stycken på Bouffes-Parisiens blev Barkouf Offenbachs första försök att ta sig in i repertoaren på ett av Paris större operahus, Opéra-Comique, vilket senare skulle kulminera med Hoffmanns äventyr 1881. Verket var beställt av operahuset men möttes av fientlighet hos sångarna under repetitionerna och av kritikerna vid premiären. Den nye operachefen Alfred Beaumont tillträdde i juni 1860 och hoppades dra nytta av Offenbachs spirande berömdhet genom att koppla samman honom med den berömde librettisten Eugène Scribe. Den senare hade redan skissat på ett librettot som var ämnat för kompositören Louis Clapisson och sångerskan Delphine Ugalde, och Scribes yngre medarbetare Boisseaux sattes att färdigställa verket. I mitten av augusti skrev Paris tidningar att verket (som då kallades Le Sultan Barkouf) redan hade rollbesatts och repetitionerna var i gång. Några av de inblandade var rasande att Offebach hade fått tillåtelse att komponera för Frankrikes näst viktigaste scen, och Ugalde var den starkaste kritikern. Därefter följde problem med censuren, vilken protesterade emot att det "konstiga" stycket utspelades i ett fantasiland och att vicekungarna av Lahore defenestrerades och beslöt att förbjuda operetten. Beaumont försökte beveka censuren genom att ta bort alla referenser till 'ledare' och 'herre'. Med dessa och andra mindre förändringar, samt en försäkran från Beaumont att ett förbud skulle bli för kostsamt för hans nya ledning, lät censuren stycket passera. Ugalde ersattes först av Mlle de Saint-Urbain och senare av Mlle Marimon, villet ytterligare försenade uppsättningen. Verket uppfördes i Salle Favart den 24, 26, 28, 31 december 1860, 2, 10, 12, och 16 januari 1861, med flera rolländringar. Yon skriver att publikens reaktioner var positiva och att ensemblens brist på samarbeta inte ska överdrivas; det var pressens kritiska inställning som förhindrade en längre succé för Barkouf.
Hector Berlioz var särskilt kritiks till Offenbachs hantverk och ifrågasatte 'vissa musikers förvridna sinne' och införandet av element av 'bouffe' på Opéra-Comique medan han samtidigt kungjorde att han aldrig hade satt sig fot på sådana teatrar. I sin Dictionnaire des opéras från 1869 noterade Félix Clément lättheten och den geniala uppbyggnaden i två eller tre kördelar, men var annars besviken över frånvaron av originalitet hos kompositören. Moderna tankar har ifrågasatt detta synsätt; dirigenten vid nyuppsättningen i Strasbourg hävdar att Barkouf är "ett viktigt verk... en operett att räknas in bland kompositörens största succéer" och att verkets 100 minuter är värda ett entusiastiskt bemötande. 
En del av musiken återanvändes i Boule de neige från 1871, där en björn ersatte hunden som titelroll.
Efter att operetten lades ned 1861 uppfördes den inte förrän i december 2018 då Opéra du Rhin satte upp den i Strasbourg den 7 december, dirigerad av Jacques Lacombe och regisserad av Mariame Clément, som skrev om mycket av den talade dialogen.
De flesta av Offenbachs manuskript har gått i arv i familjen och verkets förlorade sidor lyckades Jean-Christophe Keck finnaa i andra samlingar. Originallibrettot överensstämmer dock inte med partituret. Orkestermaterial och repetitionspapper förstördes troligen i en brand på Opéra-Comique 1887. Offenbach hade åtnjutit en viss respekt från sina kollegor så länge som han höll sig till den lättare genren på Bouffes-Parisiens, men i Barkouf skrev han en mer komplex musik med moderna harmonier samtidigt som han var kvar i den lättare genrens anda. Keck noterar exempelvis den lyriska duetten i första akten med sina överraskande harmonier och dryckessången i akt III. Med tanke på musikens experimentella karaktär är det förståeligt med kritikernas reaktion på dess sofistikerade moduleraringar, polytonala passager, samt krävande och ovanliga sångstil; Keck skriver att kompositören inte tidigare hade utmanat sitt musikaliska språk så långt, och skulle inte göra så heller - förrän i Hoffmanns äventyr.

## Personer
| Roller                                                                          | Röststämma  | Premiärbesättning 24 december 1860 (Dirigent: Jacques Offenbach) |
| ------------------------------------------------------------------------------- | ----------- | ---------------------------------------------------------------- |
| Bababeck, Storvisir till Stormogulen av Lahore                                  | Tenor       | Sainte-Foy                                                       |
| Stormogulen                                                                     | Bas         | Nathan                                                           |
| Saëb, en officer                                                                | Tenor       | Victor Warot                                                     |
| Kaliboul, eunuck                                                                | Tenor       | Lemaire                                                          |
| Xaïloum, förälskad i Balkis                                                     | Tenor       | Berthelier                                                       |
| Maïma, en ung blomsterflicka                                                    | Sopran      | Marie Marimon                                                    |
| Balkis, en apelsinförsäljare                                                    | Mezzosopran | Emma Bélia                                                       |
| Périzade, Bababecks dotter                                                      | Sopran      |                                                                  |
| Kör: köpmän, invånare, tjänare, soldater, vakter, Périzades uppvaktning, hovmän |             |                                                                  |

## Handling
Akt I

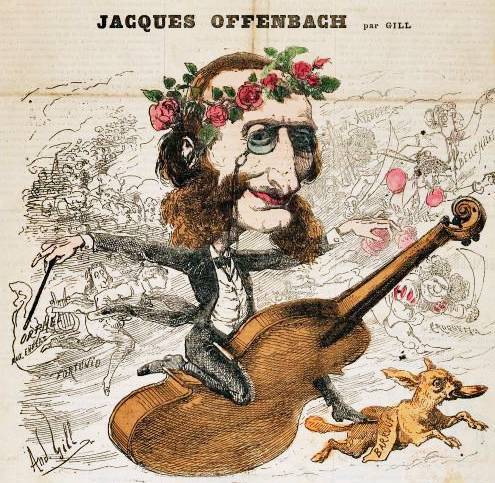
André Gills karikatyr av Offenbach med hunden Barkouf nere i högra hörnet.

Marknadsdag i Lahore. De två gatuförsäljarna Maïma och Balkis ordnar sina varor. Den korrupte munskänken Bababeck flörtar med de unga kvinnorna. Han är änkling och allra redan lite för gammal, men han inbillar sig att han är attraktiv och längtar efter den dag då han har gift bort sin fula dotter Périzade, då han fullt ut kan njuta av ungkarlslivet. På avstånd hörs upprörda rop. Bababeck, som anar det värsta, rusar till sitt hus. Balkis oroar sig för sin älskade Xaïloum, som aldrig försitter tillfället att ställa till uppror, och han anar att hon är inblandad i upproret. Maïma är också orolig och berättar för Balkis att han sörjer förlusten av sin älskade Saëb och hennes trogna hund Barkouf, vilka båda fördes bort en tid tillbaka av arméns rekryterare. Under tiden har ännu en guvernör kastats ut från ett fönster. På detta sätt får den utnyttjade och plågade befolkningen utlopp för sina känslor, men med resultatet att efterträdaren styr riket än mer hårdare än sin föregångare. Bland upprorsmännen återfinns Xaïloum som tog ut sin ilska genom att demolera Bababecks residens och därför måste gömma sig.
I stället för att utnämna Bababeck till den guvernören (som Bababecka hade hoppats och förväntat sig) bestämmer Stormogulen att göra sin hund till överhuvud för Lahores regering. Bababeck utnämns till visir och får i order att utföra hundens nya lagar och förordningar. Om han vägrar kan han förvänta sig att bli bestraffad. Maïma nästan svimmar när hon ser den försvunne Saëb som soldat i Stormogulens vaktstyrka och att hennes hund Barkouf har blivit utnämnd till ny guvernör!
Akt II
Bababeck oroar sig för att hans kommande svärson - den otursförföljde Saëb - ska ge hans dotter korgen när han ser henne. Därför beordrar han Périzade att ta emot Saëb med en slöja för ansiktet. Périzade vill veta hur fadern, efter så många år, har lyckats finna en friare till henne. Förklaringen är enkel: Bababeck har bevis för att Saëbs fader planerade en attack på den förre guvernören, och han över utpressning mot honom. Äktenskapet mellan Saëb och Périzade är priset för Bababecks tystnad. För att rädda fadern accpterar Saëb sitt öde utan att känna till sin kommande brud. Nu återstår endast guvernörens skrivna och muntliga godkännande. Men Bababecks tjänare Kaliboul, som skickades till Barkouf för att få äktenskapet godkänt, fasar för att eventuellt bli ihjälbiten av Barkouf och återvänder vit som ett lakan och utan godkännande. Förseningen är en besvikelse för Périzade och Bababeck, och en stor lättnad för Saëb, som efter flera års separation endast kan tänkt på en sak: hans förlorade Maïma.
Maïma anländer till palatset och begär att bli förd inför den nye guvernören. Bababeck känner igen den unga flickan från marknaden. Hon lyckas lugna hans farhågor att Barkouf ska slita henne i stycken. Förr var de bästa vänner och han åt bokstavligt talat ur handen på henne. Bababeck tar tillfället i akt och avslöjar sin briljanta plan för Maïma. Han ska utnämna henne till Barkoufs sekreterare och översättare, då hon är den enda som Barkouf tillåter komma nära honom och som förstår hans skall. Bababecks egna beslut kan därmed med hjälp av Maïmas översättning meddelas invånarna utan att de inser sanningen. Maïma går med på det hela.
Hon går till Barkoufs kammare. Till allas förvåning blir hunden salig av glädje vid åsynen av henne och i stället för att anfalla henne viftar han på svansen. Maïma återvänder med äktenskapslicensen "undertecknad" av Barkouf, men hon inser inte att hon därmed har godkänt Saëbs äktenskap med Périzade. Bababeck triumferar. En medborgardelegation från Lahore överräcker en petition i vilken en skattesänkning önskas då befolkningen dignar under skattetrycket. Maïma går till Barkouf och "översätter" sedan hans skall - men inte, som Bababeck viskar i hennes öra, som ett avslag utan som ett godkännande. Bababeck tror fortfarande att det kan röra sig om ett missförstånd, men nästa petition är en önskan om nåd för Xaïloum, som har dömts till döden. Maïma "översätter" på nytt Barkoufs skall som ett avslag på Bababecks förslag, nämligen nåd för Xaïloum. Medan folket hurrar den vise och gode ledaren inser Bababeck slutligen att han har blivit lurad. Han ruvar på hämnd.
Maïmas lycka förbyts till sorg när hon ser Saëb vid Périzades sida med bröllopsvittnena på väg till guvernören. Maïma vet inget om fädernas överenskommelse och antar att Saëb har brutit sitt trohetslöfte till henne. Bababeck kan inte hindra Maïma från att en tredje gång "översätta" mot hans vilja. Barkouf tar tillbaka sitt tidigare godkännande av äktenskapet mellan Saëb och Périzade - hans ilskna skall tvivlar ingen på och Maïma översätter villigt.
Akt III
Det finns bara ett sätt att stoppa Maïmas okontrollerade handlingar: guvernören "själv" måste göra sig av med henne. En samling av konspiratörer och avskedade hovmän planerar att förgifta Barkouf. Samtidigt har tatarerna samlats utanför staden, som nu har blivit ett lätt byte sedan stormogulens trupper är på annat håll. Xaïloum överhör konspirationen. Men  då han endast har hört en del av planen kan han bara ge Maïma en ofullständig rapport. Under tiden har Maïma kunnat prata med Saëb och vet nu anledningen till giftermålet. Hon planerar att ta konspiratörerna till fånga. Under kvällens bankett läggs gift i Barkoufs vin. Men Maïma beordrar konspiratörerna att dricka från samma vin och komplotten avslöjas. Just då stormar tartarerna in i staden. Folket tar till vapen. Anförda av Barkouf och Saëb motar de bort inkräktarna. Stormogulen återvänder och kan endast legitimera de nya omständigheterna: giftermålet mellan Maïma och Saëb. Barkouf har dött i striden och Saëb utnämns till ny guvernör.